# Kakanj
Kakanj (serbokroatisch-kyrillisch Какањ; deutsch veraltet Kachanitz) ist eine Stadt im Kanton Zenica-Doboj in Bosnien-Herzegowina. Sie liegt an der Mündung des Flusses Zgošća in die Bosna ungefähr 50 Kilometer nördlich von Sarajevo.

## Bevölkerung

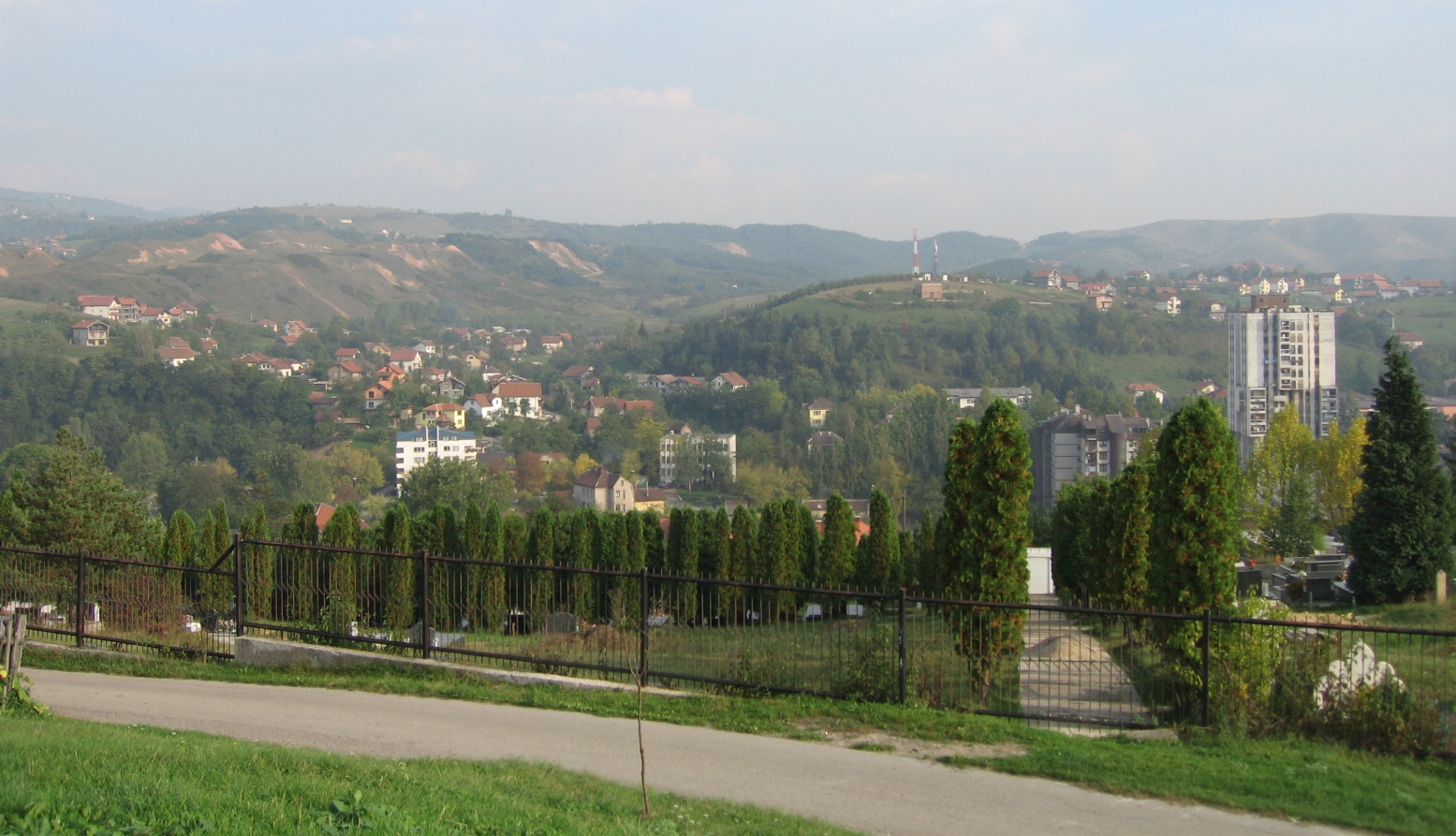
Blick auf Kakanj

Die Gemeinde Kakanj kam bei der Volkszählung 2013 auf 38.937 Einwohner. Bei der letzten Volkszählung 1991 waren es 55.857 Einwohner, von denen 54,51 % Muslime, 29,76 % Kroaten, 8,84 % Serben, 4,53 % Jugoslawen und 2,36 % andere waren. Der Stadtkern hatte damals 12.016 Einwohner.

## Geschichte

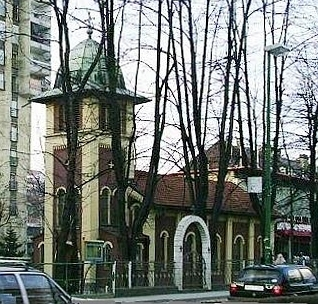
Die Serbisch-orthodoxe Kirche der Hlg. Apostel Peter und Paul in Kakanj

Kakanj wurde 1900 gegründet, als die österreichisch-ungarische Monarchie in Bosnien die Förderung von Rohstoffen vorantrieb. Das heutige Stadtzentrum war zu dieser Zeit noch weitgehend unbewohnt. Erst als 1902 das Bergwerk eröffnete, begann sich langsam eine Stadt zu bilden. Zunächst wurden nur Baracken für die Arbeiter und ein paar Verwaltungsgebäude errichtet. Dazu kamen noch ein Krankenhaus und eine Schule. Von 1925 bis 1927 wurde die serbisch-orthodoxe Kirche Hl. Aposteln Peter und Paul erbaut. Zur gleichen Zeit wurde auch eine Römisch-katholische Kirche errichtet.
In der Phase der Industrialisierung Jugoslawiens nach dem Zweiten Weltkrieg spielte Kakanj mit seinen großen Kohlevorkommen eine wichtige Rolle. In dieser Zeit stieg die Einwohnerzahl von Kakanj. Man begann mit dem Bau von größeren Häusern und auch die Industrieanlagen wurden vergrößert. Nach dem Zweiten Weltkrieg begann der Bau eines Elektrizitätswerks (Termoelektrana Kakanj) und in den 1970er-Jahren erfolgte der Bau einer Zementfabrik. Diese beiden Werke bilden, zusammen mit dem Bergbau, den Kern der Stadt Kakanj. Noch während des Bosnienkrieges wurde 1994 mit dem Bau einer Moschee begonnen, der im Jahr 2000 beendet wurde.

## Verkehr
Kakanj liegt an der Bahnstrecke Šamac–Sarajevo der Željeznice Federacije Bosne i Hercegovine (ŽFBH). 1882 wurde mit der Eröffnung der Bosnabahn die Stadt ans Eisenbahnnetz angeschlossen. 1947 bauten die Jugoslawischen Staatsbahnen den Abschnitt Sarajevo–Doboj der Bosnabahn auf Normalspur um und verlängerten die Strecke nach Bosanski Šamac.

## Sport
Der bosnische Fußball-Erstligist FK Mladost Doboj Kakanj hat seinen Sitz im Gemeindeort Doboj und der Basketball-Erstligist KK Kakanj hat seinen Sitz in der Stadt. Außerdem spielt der FK Rudar Kakanj in der zweiten bosnischen Liga.